# Arnaud Carbonnier
 (février 2021).
Si vous disposez d'ouvrages ou d'articles de référence ou si vous connaissez des sites web de qualité traitant du thème abordé ici, merci de compléter l'article en donnant les références utiles à sa vérifiabilité et en les liant à la section « Notes et références ».
Arnaud Carbonnier est un acteur français. Membre du collectif À mots découverts.

## Filmographie

### Télévision
- 2017 : Jeux d'influence (série télévisée) de Jean-Xavier de Lestrade :
- 2012 : Ainsi soient-ils (série télévisée) de Rodolphe Tissot : Roland Veillard
- 2009 : La Tueuse de Rodolphe Tissot : Le Psy
- 2009 : R.I.S Police scientifique, épisode Cercueil volant : Médecin
- 2008 : Le Silence de l'épervier  (mini-série) de Dominique Ladoge : Arthur Accueil OPP
- 2007 : H.B. Human Bomb - Maternelle en otage de Patrick Poubel : Louis Bayon
- 2006 : Commissaire Cordier, épisode Toutes peines confondues : Le mécano
- 2000 : Tontaine et Tonton de Tonie Marshall
- 1978 : De mémoire d'homme, épisode L'affaire Von Rath: H comme Herschel ou La nuit de cristal : Nathan

### Cinéma
- 2017 : Un peuple et son roi de Pierre Schoeller : Émile
- 2013 : Hors Cadres de  Coco Tassel (court métrage)
- 2013 : Dans la famille... je voudrais de  Coco Tassel (court métrage)
- 2013 : Terre Battue de Stéphane Demoustier
- 2013 : Lalla Fadhma N'soumer de Belkacem Hadjadj
- 2013 : Soleils d'Olivier Delahaye et Dani Kouyaté
- 2013 : 11.6 de Philippe Godeau : le gendarme de montagne
- 2013 : Je m'appelle Hmmm... d'Agnès Troublé : le policier
- 2012 : La nuit des gendarmes d’Eric Griffon Du Bellay (court métrage)
- 2009 : Demain dès l'aube de Denis Dercourt :
- 2007 : Mon obsession de Luc Gallissaires (court métrage) : rôle de Yann
- 2002 : Tiresia de Bertrand Bonello :
- 2001 : Pointête de Luc Gallissaires (court métrage) : rôle : Pointête
- 1999 : L'origine de la tendresse  de Alain-Paul Mallard (court métrage)
- 1994 : La Vis de Didier Flamand :  L'informaticien (court métrage)
- 1994 : J'ai pas sommeil  de Claire Denis : Voisin
- 1986 : Noir et Blanc de Claire Devers :
- 1982 : La Passante du Sans-Souci de Jacques Rouffio
- 1981 : Ivresse morale de Nicolas Joel et  Guy-Patrick Sainderichin (court métrage)
- 1978 : Mais où est donc Ornicar de Bertrand Van Effenterre

## Théâtre

### Auteur et metteur en scène
- 1999 : Conciliabule publié aux Editions Crater Rencontres de la Cartoucherie
- 1998 : Faits et refaits Rencontres de la Cartoucherie

### Comédien
- 2021 -2023 : Cendres sur les mains texte de Laurent Gaudé mise en scène Alexandre Tchobanov, Théâtre du Petit Hébertot, Théâtre des Carmes festival d'Avignon 2023
- 2021 : Lest(e) texte et mes Noémie Fargier , Théâtre de l'Etoile du Nord
- 2019 : L'influence de l'odeur des croissant chauds mes Eric Bu et Hervé Dubourjal, Festival d'Avignon
- 2017 : Le Festival d'Art Tangent Mise en scène Michel Jacquelin et Odile Darbelley Scène nationale d'Alençon
- 2010 : Deuxième chance double peine de Benjamin Charlery, mise en scène Benjamin Charlery, scène nationale du Havre
- 2009 : Projet Conrad de Philippe Adrien, mise en scène Philippe Adrien, théâtre de la Tempête
- 2009 : Urasamlet de Michel Jacquelin et Odile Darbelley, mise en scène Michel Jacquelin et  Odile Darbelley, Théâtre de l'échangeur Bagnolet, théâtre Garonne Toulouse
- 2008 : La fin des hasards prévus de John Hammond, mise en scène Serge Sandor, Tallia théâtre
- 2007 : L'art tangent de  Michel Jacquelin et  Odile Darbelley, FRAC Alsace, FRAC Lorraine, FRAC provence-Alpes Côte d'azur
- 2005 : Meurtre de Hanokh Levin, mise en scène Clément Poirée théâtre de la Tempête
- 2005 : Doux oiseau de jeunesse de Tennessee Williams, mise en scène Philippe Adrien, théâtre de la Madeleine
- 2004 : La poste russe de Oleg Bogaev, mise en scène Youlia Zimina, théâtre de la Tempête
- 2003 : L'enfant rêve de Hanokh Levin, mise en scène Philippe Adrien, Rencontres de la Cartoucherie
- 2002 : Prends bien garde aux Zeppelins de Didier Flamand, mise en scène Didier Flamand, théâtre national de Chaillot
- 2001 : Le baladin du monde occidental de John Millington Synge, mise en scène Guy-Pierre Couleau, théâtre 13
- 2000 : Chroniques du monde après l'Apocalypse d'après La supplication de Svetlana Alexievitch, mise en scène Hervé Dubourjal, Rencontres de la cartoucherie
- 2000 :  Via Sebastopol de Valerie Durin, mise en scène Dominique Verrier, Fondation Paye, Cité internationale universitaire de Paris
- 2000 : L'art de la comédie de Eduardo De Filippo, mise en scène François Kergourlay, théâtre d'Antony
- 1999 : Le tour du monde en 80 jours de Jules Verne, adaptation de Pavel Kohout mise en scène François Kergourlay, Théâtre d'Antony
- 1998 : Mais qu'est ce qu'on fait du violoncelle de Matei Vișniec, mise en scène Lionnel Astier, théâtre du Lucernaire
- 1997 : La cerisaie de Anton Tchekhov, mise en scène  Ivan Dobtchev et  Margarita Mladenova, Festival d'Avignon, Théâtre de la Cité internationale
- 1996 : Comme tu me veux de Luigi Pirandello, mise en scène Claudia Stavisky, CDN Gennevilliers
- 1995 : L'argent de Serge Valletti, mise en scène Gilbert Rouvière, théâtre de Rungis
- 1995 : Les Indifférents de Odilon-Jean Périer, mise en scène Pierre-François Pistorio, Espace Philippe-Auguste de Vernon
- 1994 : Entretien avec la maréchale de Diderot, mise en scène Patrick Potot, théâtre de l'université Jussieu Paris 7
- 1994 : Conseil Municipal de Serge Valletti, mise en scène Gilbert Rouvière, théâtre des franciscains de Béziers
- 1993 :  Minima Moralia de Ramuz, Le Clézio mise en scène Thierry Bédart, théâtre Gérard-Philipe de Saint-Denis
- 1993 : La dispute et les acteurs de bonne foi de Marivaux, mise en scène Gilbert Rouvière, théâtre de Gennevilliers
- 1992 : Romulus le Grand de Friedrich Dürrenmatt, mise en scène Louis-Guy Paquette, théâtre Gérard-Philipe de Saint-Denis
- 1991 : Boucherie de Nuit de Jean-Paul Wenzel, mise en scène Patrice Bornand, théâtre du Maillon de Strasbourg
- 1991 : Les Précieuses ridicules de Molière, mise en scène Gilbert Rouvière, théâtre des franciscains de Béziers
- 1990 : Fin de Partie de Samuel Beckett, mise en scène Pierre Giraud, théâtre permanent de Clermont-Ferrand
- 1990 : La tentation d'Antoine de Yves Reynaud, mise en scène Catherine Boskowitz, Centre culturel de Bezons
- 1990 : Les Fourberies de Scapin de Molière, mise en scène Gervais Robin, Festival de la Luzège
- 1989 : Carton plein de Serge Valletti, mise en scène Jean-Paul Wenzel, théâtre des Ilets de Montluçon
- 1989 : Tambours dans la nuit de Bertolt Brecht, mise en scène  Jean-Paul Wenzel, théâtre de l'Est parisien
- 1989 : Vingt-sept remorques pleines de coton de Tennessee Williams, mise en scène Joséphine Fresson, Confluences
- 1989 : Les derniers jours de l'Humanité de Karl Kraus, mise en scène Enzo Cormann et Philippe Delaigue, théâtre de la Bastille
- 1988 : L'anticyclone des Açores de Lucas Nicolaj, mise en scène de l'auteur, Ménagerie de verre
- 1986 : Cymbeline de Shakespeare, mise en scène Gilbert Rouvière, théâtre Gérard-Philipe de Saint-Denis
- 1985 : Kevoï de Enzo Cormann, mise en scène Philippe Adrien, théâtre de la Tempête
- 1984 : Rêves de Kafka de Enzo Cormann, mise en scène  Philippe Adrien, théâtre de la Tempête
- 1983 : La Manufacture de Didier Flamand, mise en scène Didier Flamand
- 1982 : Dell'inferno d'après Dante, adaptation de Bernard Pautrat, mise en scène André Engel Théâtre Gérard Philipe de St Denis
- 1981 : Société 1 de Luc Ferrari, mise en scène Didier Flamand, Musée d'art moderne de la ville de Paris
- 1981 : Les fils meurent avant les pères de Thomas Brasch, mise en scène Flore Hoffmann et Thierry Barbier, théâtre de la Tempête
- 1980 : Prométhée - Porte-feu d'après Eschyle, mise en scène André Engel, Théâtre national de Strasbourg Festival de Nancy
- 1979 : Prends bien garde aux Zeppelins de Didier Flamand, mise en scène Didier Flamand, théâtre des Bouffes du Nord, Festival des nations, festival de Hollande, Été romain, Festival de Munich
- 1978 : Ecce Homo de Henri Michaux, mise en scène Didier Flamand, cloître des Carmes, Festival d'Avignon